# Michael Klukowski
Michael Klukowski (ur. 27 maja 1981 w Amstetten) – kanadyjski piłkarz polskiego pochodzenia. W latach 2010–2011 był graczem MKE Ankaragücü. Od 2012 roku gra w APOEL FC.
Klukowski grał w kanadyjskich klubach Oshawa Kicks i Scarborough Blues. W 1998 przybył do Europy, gdzie grał we francuskich klubach Dijon FCO (1998–1999), Tourcoing FC (1999–2000) i Lille OSC (2000–2002). W 2002 przeniósł się do belgijskiego R.A.A. Louviéroise, z którym w 2003 wywalczył Puchar Belgii. Razem z kolegą klubowym Manassehem Ishiaku w styczniu 2005 przeniósł się do Club Brugge. W 2010 został piłkarzem MKE Ankaragücü, a w 2011 roku – Vestelu Manisaspor.
Klukowski gra dla reprezentacji Kanady. Zadebiutował 12 lutego 2003 w meczu Libia – Kanada (2:4).

## Statystyki
| sezon     | klub               | kraj   | liga                      | występy | gole |
| --------- | ------------------ | ------ | ------------------------- | ------- | ---- |
| 2001/2002 | R.A.A. Louviéroise | Belgia | Eerste Klasse             | 31      | 1    |
| 2002/2003 | R.A.A. Louviéroise | Belgia | Eerste Klasse             | 26      | 0    |
| 2003/2004 | R.A.A. Louviéroise | Belgia | Eerste Klasse             | 16      | 2    |
| 2004/2005 | Club Brugge        | Belgia | Eerste Klasse             | 6       | 0    |
| 2005/2006 | Club Brugge        | Belgia | Eerste Klasse             | 18      | 0    |
| 2006/2007 | Club Brugge        | Belgia | Eerste Klasse             | 20      | 0    |
| 2007/2008 | Club Brugge        | Belgia | Eerste Klasse             | 31      | 0    |
| 2008/2009 | Club Brugge        | Belgia | Eerste Klasse             | 24      | 0    |
| 2009/2010 | Club Brugge        | Belgia | Eerste Klasse             | 35      | 0    |
| 2010/2011 | Club Brugge        | Belgia | Eerste Klasse             | 1       | 0    |
| 2010/2011 | MKE Ankaragücü     | Turcja | Süper Lig                 | 19      | 1    |
| 2011/2012 | Vestel Manisaspor  | Turcja | Süper Lig                 | 26      | 0    |
| 2012/2013 | APOEL FC           | Cypr   | Protathlima A’ Kategorias | 16      | 1    |